# Global IME
Global IME是微软公司为了让英文版的Windows支持东亚语言而开发的一套东亚语言输入法，内置简体中文、繁体中文、日文、韩文等四种语言。可以让用户抛弃外挂平台（如Cstar，RichWin等）。
它分别发布了两个版本，一个是专门用于Internet组件的，一个是专门用于Office 2000/XP的。
虽然Windows 2000/XP内置了东亚语言包，但是如果你只是想选择安装的话，可以考虑Global IME for Office XP（但是你必须要安装Office XP/2003，并且不是精简版，必须完整版），如果是Windows 98/NT用户安装Office XP，那么你必须安装Global IME才能支持东亚语言输入。如果只是上网输入的话，Windows 98/NT用户可以安装Global IME for Internet，而Windows 2000/XP可以安装光盘中的东亚语言组件即可，不需要装Global IME for Internet。
为了考虑通用性，Global IME的日文部分只有罗马拼音模式，没有假名模式，因为一般键盘不能直接打出日文50音图。而简体中文部分为微软拼音输入法1.0，繁体部分分别为繁体中文Windows自带的注音和仓颉，韩文输入与韩文Windows 98输入一样。当然，你也可以在东亚语言版的Windows下安装Global IME。

## 优点
- 不用外挂平台
- 惯用性强

## 缺点
- 简体中文模块不能打所有GBK文字
- 日文模块没内置假名输入模式
- 繁体中文没有内置简易输入法